# Матавун
Матавун (словен. Matavun) — поселення в общині Дівача, Регіон Обално-крашка, Словенія. Висота над рівнем моря: 401,5 м.